# Finanziera (indumento)

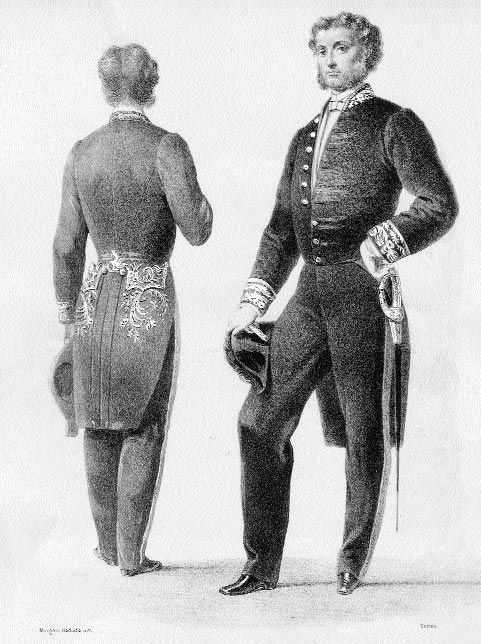
Uniforme prefettizia italiana (disegno della seconda metà del XIX secolo, custodito nell'Archivio centrale dello Stato)

La finanziera, anche detta stiffelius, prefettizia e redingote, è una giacca maschile, in voga nell'Ottocento e utilizzata anche nel secolo seguente, lunga fin quasi alle ginocchia, con un solo petto, baveri ampi e appuntiti, falde, bordi dritti e spesso di colore nero o grigio. La finanziera viene considerata una precorritrice del tight.
Il suo nome deriva dal fatto che era indossata da importanti esponenti ministeriali e funzionari pubblici di rilievo o da banchieri. Fino alla metà degli anni cinquanta del XX secolo faceva parte del guardaroba obbligatorio di ogni attore uomo.

## In Italia

### Ottocento

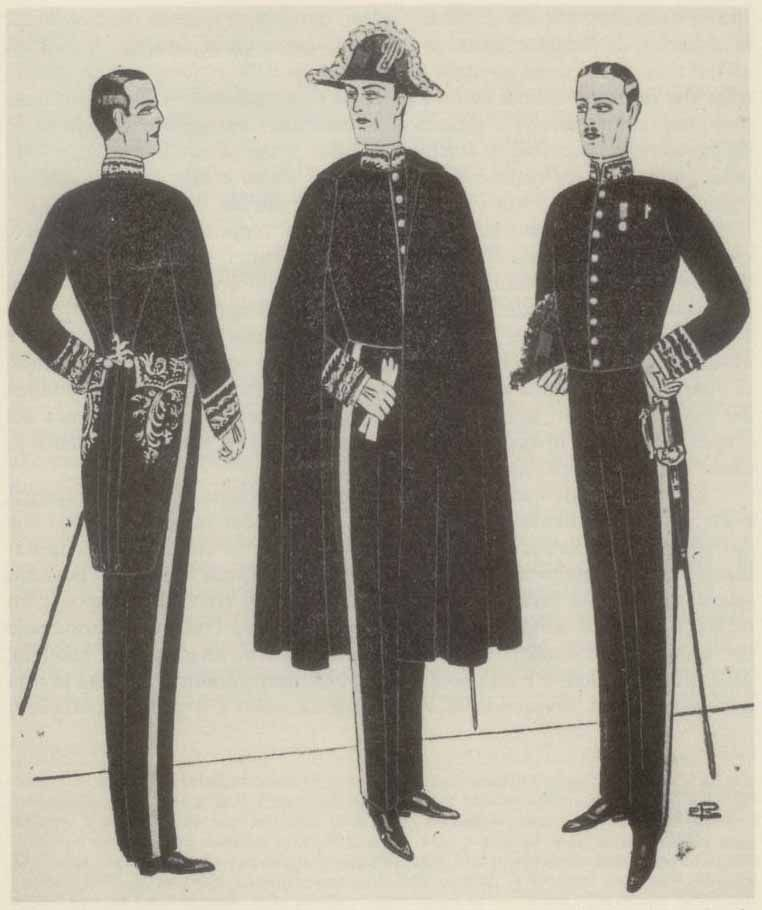
Uniformi prefettizie italiane in epoca fascista

La prefettizia è stata introdotta in Italia con il R.D. 11 dicembre 1859 ("Foggia dell'abito uniforme dei Governatori, Vice governatori, Intendenti, Consiglieri di Governo ed Ufficiali di Intendenza"), che fu ex lege applicato ai prefetti e agli altri funzionari che avevano preso il posto dei "governatori", all'indomani dell'Unità d'Italia (il R.D. n. 250 del 1861, ispirato da modelli amministrativi francesi, stabilì infatti che i governatori assumessero il titolo di prefetto, i vicegovernatori quello di viceprefetto, e così via).
Il modello dell'uniforme fu, così come quello del prefetto italiano quale istituzione, derivato dalla tradizione amministrativa della Francia: il colore blu, il cappello "alla francese", la spada, i bottoni (notevoli somiglianze si riscontrano anche nei fregi ornamentali).
Tuttavia, nei primi decenni post-unitari, i prefetti italiani erano ben diversi da quelli francesi: mentre i secondi provenivano pressoché esclusivamente dai Grand Corps dell'amministrazione, con consolidate tradizioni di immedesimazione organica, quelli dell'Italia liberale erano in buona parte provenienti dalla politica, secondo il fenomeno allora noto come "osmosi" fra politica e amministrazione, in un'epoca in cui sia i politici che i vertici amministrativi provenivano dal ristretto gruppo sociale che aveva il diritto censitario di elettorato attivo. Per questa ragione, in Italia l'uniforme prefettizia non fu adottata con entusiasmo, fu indossata soltanto in poche occasioni formali e andò infine in desuetudine, sostituita dalla marsina "prefettizia".

### Epoca fascista
L'uniforme fu reintrodotta - con poche modifiche e aggiornamenti - dal Regime fascista, con maggior successo anche a causa della mutata composizione della categoria (la cui provenienza era diventata negli anni prevalentemente "di carriera"). Cedette, tuttavia, il passo all'uso generalizzato della divisa "in orbace" e infine fu con quest'ultima abbandonata alla caduta del Fascismo, travolta da tutti i segni esteriori che potevano essere ricondotti alla dittatura e al partito fascista. 

### Scomparsa
In epoca repubblicana non vi sono più tracce dell'uniforme prefettizia (contrariamente alla diplomatica, che sopravvive tuttora in ristretti ambiti cerimoniali). Oggi, l'unico segno esteriore dell'appartenenza al Corpo prefettizio è il distintivo, che viene indossato dagli appartenenti alla carriera sui normali abiti.